# Bandera de Veneçuela
La bandera de Veneçuela està formada per tres faixes de colors groc, blau i vermell de la mateixa amplada; a la faixa superior i al pal es troba l'escut de la República i en posició central a la faixa blava un arc de vuit estrelles blanques de cinc puntes. Les dimensions de la bandera són 3:2.
En la forma actual fou adoptada el 12 de març de 2006, substituint la versió anterior, igual a l'actual però amb set estrelles en lloc de vuit. La bandera es basa en la bandera de la Gran Colòmbia, igual que les de Colòmbia i l'Equador.

## Altres banderes

Bandera 1930-2006 3:2